# Гладстон, Альберт
Альберт Чарльз Гладстон (англ. Albert Charles Gladstone; 28 октября 1886, Харден, Флинтшир — 2 марта 1967, Фордингбридж, Гэмпшир) — британский гребец, чемпион летних Олимпийских игр 1908 года.
На Играх 1908 года в Лондоне Гладстон входил в первый экипаж восьмёрок Великобритании. Его команда, обыграв Венгрию, Канаду и Бельгию, стала лучшей и выиграла золотые медали.